# Euankylosauria
Euankylosauria —anquilosaurios verdaderos— es un clado propuesto por Soto-Acuña S.y colegas (2021) en su descripción del género Stegouros. Abarca los anquilosaurios que habitaron Lauramidia, excluyendo a los paranquilosaurios, menos evolucionados. 